# Пытыръю (река)
Пытыръю (устар. Пытыр-Ю) — река в России, протекает по Республике Коми. Устье реки находится в 22 км по правому берегу реки Ёлва. Длина реки составляет 10 км. Образуется слиянием рек Лунвож и Войвож в 10 км от устья.

## Данные водного реестра
По данным государственного водного реестра России относится к Двинско-Печорскому бассейновому округу, водохозяйственный участок реки — Вычегда от города Сыктывкар и до устья, речной подбассейн реки — Вычегда. Речной бассейн реки — Северная Двина.
Код объекта в государственном водном реестре — 03020200212103000021869.